# Sahara (film, 1983)
Pour les articles homonymes, voir Sahara (homonymie).
Pour plus de détails, voir Fiche technique et Distribution.
Sahara est un film anglo-américain de 1983 avec Brooke Shields, Lambert Wilson, John Mills et Horst Buchholz, réalisé par Andrew V. McLaglen. La bande-originale est d'Ennio Morricone. 

## Synopsis
En 1927, après la mort de son père, une jeune fille nommée Dale (Brooke Shields) se déguise en homme et prend la place de son père dans une course à travers le Sahara. Elle se fait finalement capturer par des berbères, mais est secourue par le Cheïkh Jaffar…

## Fiche technique
- Titre : Sahara
- Réalisation : Andrew V. McLaglen
- Scénario : Menahem Golan, James R. Silke
- Directeurs de la photographie : David Gurfinkel, Armando Nannuzzi
- Producteur : Yoram Globus et Menahem Golan
- Musique originale : Ennio Morricone
- Genre : Aventure et drame
- Durée : 111 minutes
- Date de sortie : 1983

## Distribution
- Brooke Shields : Dale Gordon
- Lambert Wilson : Cheïkh Jaffar

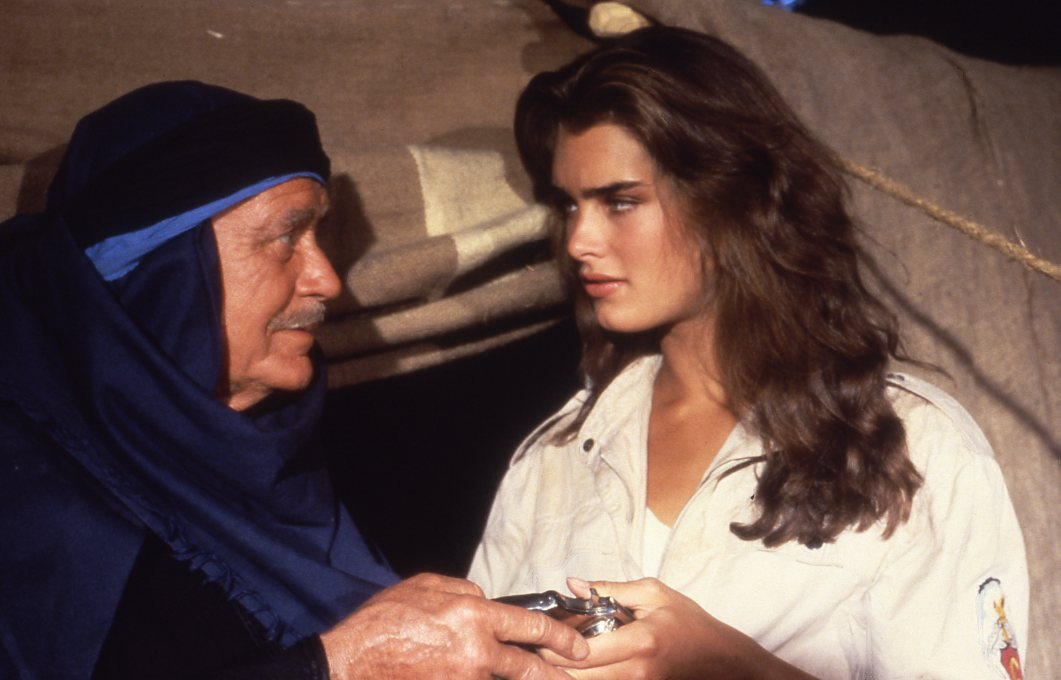
John Mills et Brooke Shields sur le tournage de Sahara.

- Horst Buchholz : Heinrich Von Glessing
- John Rhys-Davies : Rasoul
- John Mills : Cambridge
- Ronald Lacey : Beg
- Cliff Potts : String
- Perry Lang : Andy
- Terrence Hardiman : Le capitaine Browne
- Steve Forrest : R. J. Gordon
- Tuvia Tavi : Enrico Bertocelli
- Shahar Cohen : Abu
- Zehava Twena : Yasmin

## Autour du film
- Fait inhabituel, ce film valut à Brooke Shields ses nominations aux Razzie Awards de 1984 comme pire actrice de l'année (« Worst Actress »), et pire acteur (« Worst Actor ») de l'année, en raison de son double rôle.